# Ils (film)
Ils is een Franse thriller/horrorfilm uit 2006 onder regie van David Moreau en Xavier Palud. De film is (losjes) gebaseerd op een waargebeurd verhaal. In Engelstalige landen kwam Ils uit als Them.

## Verhaal
Clémentine (Olivia Bonamy) is een Française die op een school in Boekarest Franse les geeft. Aan het einde van de dag keert ze terug naar huis, waar haar partner Lucas (Michaël Cohen) thuis aan een boek werkt. Samen eten ze en proberen ze nog een film op tv te kijken, voor ze vermoeid naar bed gaan. Clémentine gaat nog even terug naar de woonkamer, omdat ze nog wat schoolwerk na wil kijken.
's Nachts in bed meent Clémentine geluiden te horen op het land rond hun huis. Nadat ze Lucas wakker heeft gemaakt, gaat die buiten kijken. Hij is er getuige van hoe haar auto wordt gestolen, lijkt het. Wanneer Clémentine de politie belt om de diefstal te melden, blijken de gebeurtenissen nog niet ten einde. Het stel gaat op de loop voor onbekende, binnen gekomen indringers. Daarop volgt een lange nacht, waarin het opgejaagde stel de achtervolgers telkens maar net voor blijft.
Bij een poging om te vluchten samen met een onbekend jongetje, dat hen de weg wijst, raken Lucas en Clémentine gescheiden. Zij komt een ladder op, maar Lucas wordt naar beneden geschopt door het achter haar aan klimmende jongetje. Hij blijkt een saboteur. Clémentine hoort Lucas schreeuwen, terwijl hij in handen valt van de achtervolgers. Zelf wordt ze door schijnbaar eindeloze gangenstelsels achtervolgd, totdat ze in de verte daglicht ziet. Eenmaal daarbij aangekomen, komt ze inderdaad bij een uitgang, alleen die is afgesloten door een rooster. Daarop wordt ze (voor de kijker) uit beeld getrokken.
Dagen later worden de lijken van het stel gevonden, meldt de aftiteling. Daarbij wordt vermeld dat de daders verklaarden tot hun acties gekomen te zijn 'omdat het stel niet wilde spelen'.

## Trivia
- Het verhaal van Ils is gebaseerd op de lotgevallen van een Oostenrijks stel. Zij werden tijdens een verblijf in hun vakantiehuisje in Tsjechië vermoord door drie tieners.
- Olivia Bonamy lijdt aan claustrofobie en haar spel in het gangenstelsel was zeker niet alleen maar 'geacteerd'.
- Ils ging in België op 30 augustus 2006 in première.
- Ils werd in Nederland voor het eerst vertoond op het Amsterdam Fantastic Film Festival (23 april 2007).